# Helena Arribas i Esteve
Helena Arribas i Esteve (Reus, 1956) és una pedagoga i política catalana, alcaldessa del Vendrell i senadora en la VI Legislatura.

## Biografia
Professora amb les especialitats de filologia francesa i parvulari, ha estat presidenta del Moviment de Renovació Pedagògica del Baix Penedès. Va ser delegada sindical de la Unió dels Treballadors d'Ensenyament de Catalunya (USTEC). Membre del Patronat Pau Casals, de la Fundació del Museu Deu i de la junta directiva de la Federació de MRP de Catalunya i representant de la mateixa en la taula estatal de la confederació de MRP de l'Estat. També és membre de La Lira Vendrellenca.
Va ser consellera delegada per la Federació de Municipis de Catalunya en el Consell Escolar Territorial de Tarragona. Membre de l'executiva intercomarcal de la IX Federació del PSC del seu Consell Nacional i de la Comissió de política educativa. Membre del Comité Federal del PSOE. Ha estat regidora de l'ajuntament del Vendrell des del 1991 fins a 2015 i consellera comarcal, senadora per la província de Tarragona a les eleccions generals espanyoles de 1996. Ha estat Secretària Segona de la Comissió d'Educació del Senat. Alcaldessa del Vendrell (2003-2007) i diputada a la Diputació de Tarragona, en les eleccions municipals espanyoles de 2007 fou candidata a l'alcaldia del Vendrell.